# Perl Shell
Perl Shell (psh) — среда командной строки, которая может использоваться как оболочка пользователя на Unix-подобных операционных системах.
Будучи написанным на Perl, psh может также использоваться на Microsoft Windows (с или без Cygwin или Interix) и других операционных системах. Пакеты доступны для дистрибутивов Linux как Gentoo и Ubuntu, хотя на большинстве систем он может быть просто установлен из CPAN командой:
```
perl
 
-MCPAN
 
-e
 
'install Psh'

```

## Возможности
Perl Shell объединяет возможности bash (и других Unix shells) с мощью Perl.

## Примеры
```
ls | s/y/k/                    # Замена через 
PCRE
.
ls | { print ++$i, ": $_"; }q  # Построчная обработка вывода предыдущей команды.

netstat
 | { $_[1]>2; }g        # 
Grep
-ание.
```